# کواناه (تگزاس)
کواناه، تگزاس(به انگلیسی: Quanah, Texas) شهری در ایالت تگزاس از ایالات جنوبی ایالات متحده آمریکا است. در سرشماری سال ۲۰۰۰، جمعیت این شهر ۳۰۲۲ نفر اعلام شد.